# The Lost Symbol (série télévisée)
Pour les articles homonymes, voir The Lost Symbol.
The Lost Symbol d'après Dan Brown / Le Symbole Perdu, ou simplement The Lost Symbol, est une série télévisée américaine basée sur le roman Le Symbole perdu de Dan Brown.
La série est une préquelle de la trilogie cinématographique sur Robert Langdon et voit Ashley Zukerman succéder à Tom Hanks dans le rôle du symbologiste d'Harvard.
Dan Trachtenberg réalise le pilote de la série et en est producteur exécutif aux côtés de Ron Howard, Brian Grazer et Brown lui-même. La série est composée de dix épisodes, diffusés entre le 16 septembre et le 18 novembre 2021 sur la plateforme de streaming Peacock.
En janvier 2022, la série est arrêtée après une saison.

## Synopsis
Des années avant les événements de Da Vinci Code, un jeune Robert Langdon est amené, à la suite de l'enlèvement de son mentor, à collaborer avec la CIA pour résoudre un certain nombre d'énigmes liées à la franc-maçonnerie afin de le sauver.

## Distribution

### Acteurs principaux
- Ashley Zukerman (VF : Benjamin Gasquet) : Pr Robert Langdon, professeur de symbologie à Harvard
- Eddie Izzard (VF : Michel Dodane) : Peter Solomon, le mentor de Robert
- Valorie Curry (VF : Claire Baradat) : Katherine Solomon, la fille de Peter
- Beau Knapp (VF : Gilduin Tissier) : Mal'akh, le ravisseur mystérieux de Peter
- Rick Gonzalez (VF : Juan Llorca) : Alfonso Nuñez, un officier de police du Capitole
- Sumalee Montano (VF : Hélène Bizot) : Inoue Sato, une agent de la CIA

### Acteurs récurrents
- Sammi Rotibi (VF : Baptiste Marc) : Agent Adamu, un agent de la CIA
- Tyrone Benskin (VF : Rody Benghezala) : Warren Bellamy, un vieil ami de la famille Solomon
- Greg Bryk (VF : Jérémy Bardeau) : Ellison Blake, un agent haut gradé de la CIA
- Raoul Bhaneja (en) (VF : Igor Chometowski) : Nicholas Bastin
- Laura de Carteret (en) (VF : Ivana Coppola) : Isabel Solomon, la femme de Peter
- Keenan Jolliff (VF : Julien Allouf) : Zachary Solomon, le fils de Peter
- Steve Cumyn : Jonathan Knopp
- Mark Gibbon (en) (VF : Jérémie Covillault) : Benjamin York / Samyaza

## Épisodes
| No | Titre                | Réalisé par      | Sortie initiale   |
| --- | -------------------- | ---------------- | ----------------- |
| 1 | La main des mystères | Dan Trachtenberg | 16 septembre 2021 |
| Robert Langdon, jeune professeur de Harvard spécialisé dans la symbologie, se retrouve entraîné dans un mystère complexe lorsque son ancien mentor, Peter Solomon, est enlevé par un homme mystérieux nommé Mal'akh, qui fait allusion à une conspiration plus large impliquant la franc-maçonnerie. Armé de ses connaissances historiques, des symboles et des langues mortes, Langdon doit collaborer avec la fille de Peter, Katherine, et d'autres alliés pour déchiffrer une série de codes cachés dans l'espoir de retrouver Peter et d'assurer sa sécurité. |                      |                  |                   |
| 2 | Purgatoire           | Mathias Herndl   | 23 septembre 2021 |
| Alors que Langdon et Katherine sont poursuivis par la CIA, ils sont secourus par Warren Bellamy, l'architecte du Capitole, qui est également franc-maçon et membre du Léviathan. Ensemble, ils recrutent le policier Alfonso Nuñez et récupèrent la bague de Peter Solomon pour décoder un passage que Solomon a laissé dans l'espoir de trouver des réponses. La CIA localise le groupe et trouve Bellamy, qui a permis à Langdon et Katherine de s'échapper. Mal'akh contacte Langdon et l'informe qu'il ne peut plus travailler avec Katherine.                 |                      |                  |                   |
| 3 | Murmuration          | Mathias Herndl   | 30 septembre 2021 |
| |                      |                  |                   |
| 4 | La force de l'esprit | Felix Alcala     | 7 octobre 2021    |
| |                      |                  |                   |
| 5 | Melencolia I         | Felix Alcala     | 14 octobre 2021   |
| |                      |                  |                   |
| 6 | Anagramme            | Kate Woods       | 21 octobre 2021   |
| |                      |                  |                   |
| 7 | Le fils              | Boris Mojsovki   | 28 octobre 2021   |
| |                      |                  |                   |
| 8 | Cascade              | Kate Woods       | 4 novembre 2021   |
| |                      |                  |                   |
| 9 | Carré magique        | Norma Bailey     | 11 novembre 2021  |
| |                      |                  |                   |
| 10 | La sagesse du monde  | Mathias Herndl   | 18 novembre 2021  |
| |                      |                  |                   |

## Production

### Développement
Développé à l'origine comme un film avec Tom Hanks dans le rôle de Robert Langdon et devant être produit et réalisé par Ron Howard pour Columbia Pictures, avec les producteurs de la franchise Brian Grazer et John Calley. Entre 2010 et 2013, Sony Pictures a finalement embauché trois scénaristes pour le projet, Steven Knight, Dan Brown lui-même, et Danny Strong. En juillet 2013, Sony Pictures a annoncé qu'il adapterait plutôt Inferno pour une sortie le 14 octobre 2016,.
En juin 2019, il est annoncé que le projet serait repensé sous la forme d'une série télévisée provisoirement intitulée Langdon. La série est conçue comme une préquelle à la trilogie de films, avec Dan Dworkin et Jay Beattie en tant que co-créateurs, showrunners et producteurs exécutifs. Brown, Ron Howard, Brian Grazer, Samie Kim Falvey et Anna Culp en seront également les producteurs exécutifs. La série sera une coproduction entre Imagine Television Studios, CBS Studios et Universal Television Studios et est commandée par la chaîne NBC. En mars 2021, il est annoncé qu'elle sera finalement diffusée sur la plateforme de SVoD Peacock. Le nouveau titre de la série, The Lost Symbol d'après Dan Brown, a été révélé le 17 mai 2021, avec une bande-annonce de la série. Le premier épisode a été réalisé par Dan Trachtenberg, qui est également producteur exécutif de la série.
Le 24 janvier 2022, Peacock a mis fin à la série après une saison.

### Casting
En mars 2020, il est annoncé qu'Ashley Zukerman a été choisi pour incarner Robert Langdon. En juin 2020, Valorie Curry et Eddie Izzard rejoignent la distribution dans les rôles de Katherine et Peter Solomon. Quelques jours plus tard, des membres supplémentaires de la distribution ont été annoncés, Sumalee Montano dans le rôle de Sato, Rick Gonzalez dans celui de Nunez et Beau Knapp pour interpréter Mal'akh. En juin 2021, Raoul Bhaneja (en), Sammi Rotibi et Keenan Jolliff ont été choisis pour des rôles récurrents.

### Tournage
Le tournage de la série a commencé le 14 juin 2021 à Toronto, au Canada, et s'est achevé le 20 octobre 2021.

## Sortie
La série sort le 16 septembre 2021 sur Peacock. Une collection de six affiches, chacune mettant en vedette l'un des acteurs principaux, a été publiée la veille de la première diffusion.
NBC diffuse l'épisode pilote sur son réseau le 8 novembre, ce qui en fait la première production originale de Peacock à être également diffusée sur le réseau.
En France, la série est diffusée à partir du 13 août 2022 sur la chaîne M6, au rythme de trois épisodes par semaine.

## Accueil
Le site Web agrégateur de critiques Rotten Tomatoes rapporte un taux d'approbation de 50 % avec une note moyenne de 6,5/10, basée sur 12 critiques. Le consensus des critiques conclut que : « Avec une prémisse prometteuse, de beaux lieux et un personnage connu, The Lost Symbol a tous les ingrédients nécessaires pour être un ajout addictif à l'histoire de Robert Langdon - si seulement l'écriture plate et le rythme étrange de la série ne gâchaient pas tout ce potentiel. » Metacritic a attribué à la série une note moyenne pondérée de 53 sur 100 sur la base de 5 avis critiques, indiquant « des avis mitigés ou moyens ».